# Jak ojciec i syn
Jak ojciec i syn (jap. そして父になる Soshite chichi ni naru) – japoński film obyczajowy z 2013 roku w reżyserii Hirokazu Koreedy. Zdjęcia kręcono w Tokio, Maebashi, Saitama, Hasuda i Koshigaya.

## Fabuła
Ustabilizowane życie Ryōty Nonomiya i jego żony Midori przerywa wiadomość, że ich 6-letni syn Keita nie jest ich biologicznym dzieckiem, lecz został zamieniony w szpitalu po narodzinach z innym chłopcem. Dyrekcja szpitala organizuje spotkanie Nonomiyów z Yukari i Yūdai Saiki, właściwymi rodzicami Keity, wychowującymi Ryūseia – biologicznego syna Ryōty i Midori. 
Obie rodziny dzieli przepaść materialna i podejście do życia: Ryota poświęca się dobrze płatnej pracy i spędza mało czasu z żoną i synkiem, natomiast Saiki są mało zaradni, niezamożni i nie mają większych życiowych ambicji, ale są mocniej zżyci ze sobą i trojgiem swoich dzieci. Za namową prawników i szpitalnych władz Keita i Ryusei zaczynają spędzać weekendy u biologicznych rodziców, aby obaj mogli przyzwyczaić się do ewentualnej zamiany rodzin. Początkowo bezwolna, podporządkowana mężowi Midori ma jednak coraz więcej wątpliwości, czy jest to właściwy krok. Z kolei Ryōta dopatruje się w Keicie obcych cech i ulega przekonaniu, że więzy genetyczne są najważniejsze. Okazuje rozczarowanie żonie, która jest coraz bardziej zagubiona. Gdy dochodzi do zamiany chłopców, Ryota jest jeszcze mocniej rozczarowany – tym razem Ryūsei, który jest mniej ułożony niż Keita i nie akceptuje zamiany rodziców. Również Midori nie może pogodzić się z tą zamianą i tęskni za Keitą. Rodziny Nonomiya i Saiki decydują się wrócić do poprzedniego stanu rzeczy. Kiedy Ryōta i Midori przywożą Ryūseia do Saiki, Keita ucieka. Ryōta dogania go i wyznaje chłopcu, że liczy się to, że go wychował, a nie to, że nie jest jego biologicznym ojcem.

## Obsada
- Masaharu Fukuyama jako Ryōta Nonomiya
- Machiko Ono jako Midori Nonomiya
- Yōko Maki jako Yukari Saiki
- Rirī Furankī (Lily Franky) jako Yūdai Saiki
- Keita Ninomiya jako Keita Nonomiya
- Shogen Hwang jako Ryūsei Saiki
- Jun Fubuki jako Nobuko Nonomiya
- Kirin Kiki jako Riko Ishizeki
- Jun Kunimura jako Kazushi Kamiyama
- Isao Natsuyagi jako Ryōsuke Nonomiya

i inni

## Wyróżnienia
Film zdobył m.in. Nagrodę Specjalną Jury i Nagrodę Jury Ekumenicznego na 66. MFF w Cannes w 2013 roku, a także 12 nominacji do Nagród Japońskiej Akademii Filmowej w 2014 roku.